# Michael Bacht

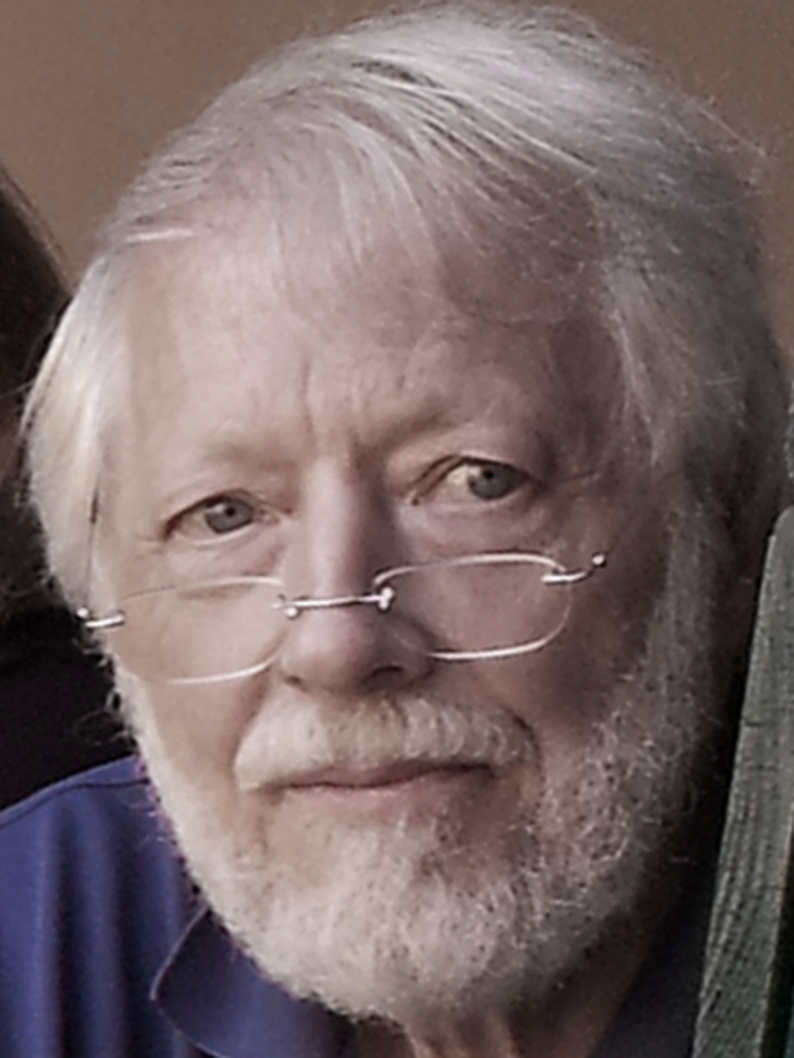
Michael Bacht (2014)

Michael Bacht (* 4. Juni 1947 in Remscheid) ist ein deutscher Objekt- und Installationskünstler.

## Biographie
Bacht besuchte das Burg-Gymnasium und das Carl-Humann-Gymnasium in Essen, wo er ab dem sechzehnten Lebensjahr an der Folkwang-Schule für Gestaltung bei Jo Pieper in figürlichem Zeichnen und Aktzeichnen ausgebildet wurde. Nach der Anerkennung als Kriegsdienstverweigerer studierte er von 1969 bis 1971 in Tübingen Kunstgeschichte bei Günter Bandmann und Philosophie bei Ernst Bloch und Dieter Jähnig. Prägend war in dieser Zeit auch die enge Freundschaft mit dem Idealismusexperten Karl Ameriks.
Der spätere Inhaber der Mac-Mahon-Hank Professur für Philosophie an der University of Notre Dame (USA) hat 2019 über die gemeinsamen Studienjahre in Tübingen in seiner Würdigung der Kunst seines Freundes ausführlich berichtet.
1972 setzte Bacht sein Studium an der Universität Heidelberg fort. Dort waren seine Schwerpunkte europäische sowie ostasiatische Kunst und Architektur, seine maßgeblichen akademischen Lehrer waren Peter Anselm Riedl, der über das Werk seines früheren Schülers mehrfach ausführlich geschrieben hat, und Dietrich Seckel. In diese Zeit fiel auch die Bekanntschaft mit Fritz Wotruba während der Erarbeitung eines Verzeichnisses seiner Werke. Von 1974 bis 1979 studierte er an der Universität Mainz Kunst- und Werklehre (Staatsexamen).
Seit 1979 arbeitet Bacht als freischaffender bildender Künstler in Heidelberg, mit Ateliers er in der ehemaligen Zigarrenfabrik Malsch (1987–1990) und, nach einjähriger Sanierung, in der ehemaligen katholischen Dorfkirche von Epfenbach.
Jochen Kronjäger, langjähriger Kurator an der Kunsthalle Mannheim, hat die Wirkung dieser ungewöhnlichen Räume auf die Entwicklung der Kunst Michael Bachts in einem aufschlussreichen Katalogbeitrag zur Retrospektive des Künstlers herausgearbeitet.

## Werk

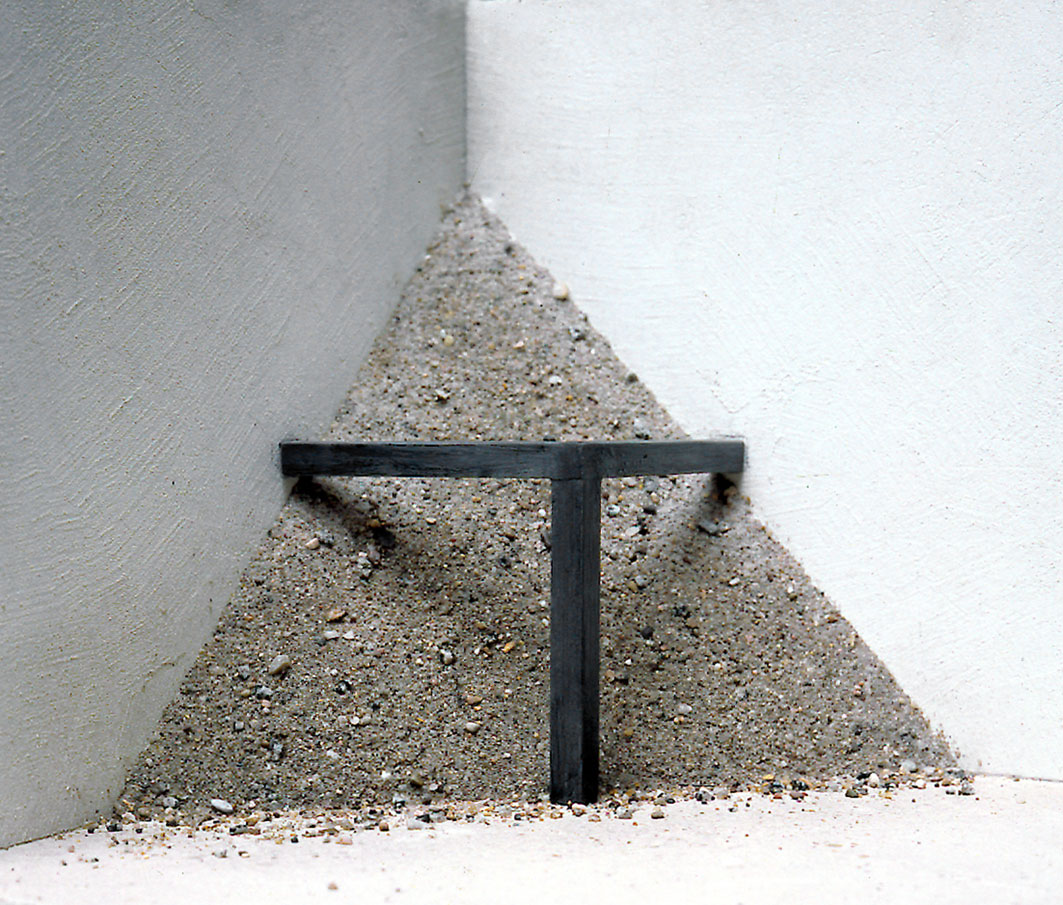
Sandecke (1996), Installation im Heidelberger Kunstverein (1996) (Künstler: Michael Bacht, Fotograf: Michael Bacht)

Bachts künstlerisches Anliegen ist das Sichtbar- und Erfahrbarmachen dialektischer Prozesse zwischen Material und bildnerischen Gestaltungsprinzipien, die sich immer in einer respektvollen Anverwandlung an zyklische Naturgesetze entfalten: „Die Welle“, formulierte Hans Gercke, „fasziniert ihn in ihrer Polarität von Höhe und Tiefe, von Hell und Dunkel, konkaver und konvexer Bewegung, Gleichförmigkeit und Dynamik“. Solche elementaren Erfahrungen, der Rhythmus, der die Grundlage des Lebens ist, das Pulsieren des Bluts, Ebbe und Flut, Tag und Nacht, Jahreszeiten, das Naturgesetz vom Ein- und Ausatmen objektivieren sich in allen Werkgruppen Bachts und verleihen diesen ästhetische Einheit.
Frühe Werkgruppen waren die von 1975 bis 1985 entstandenen Prägedrucke, gefolgt von den Anodenbildern der Jahre 1985–1990. In den späten 1980er und 1990er Jahren entstanden Hauptwerke wie „Schrein für einen Stein“ mit verschiedenen Variationen, die Serie der Buchobjekte, Erdkreise und Makimonobilder sowie erste großformatige Bodeninstallationen. Ab 1995 trat das Licht als Gestaltungsmittel hinzu und ab 2000 entstanden eine Reihe von kritischen Hommagen an Schlüsselfiguren der klassischen Moderne (Mondrian, Malewitsch) sowie die Weißen Installationen. Eine eigene Werkgruppe widmet sich Objekten und architektonischen Strukturen für eine alternative Sepulchralkultur. Hans Gercke behandelt diese ausführlich in seinem Katalogbeitrag zu der Ausstellung, die er dem Künstler 1996 im Heidelberger Kunstverein eingerichtet hat.
Parallel zu der Arbeit an allen Werkgruppen entwickelte Bacht unter dem Gruppentitel „Kein Wunder“ einen in der Thematik enzyklopädisch ausgreifenden Kosmos an satirischen Objekten.

## Einzelausstellungen

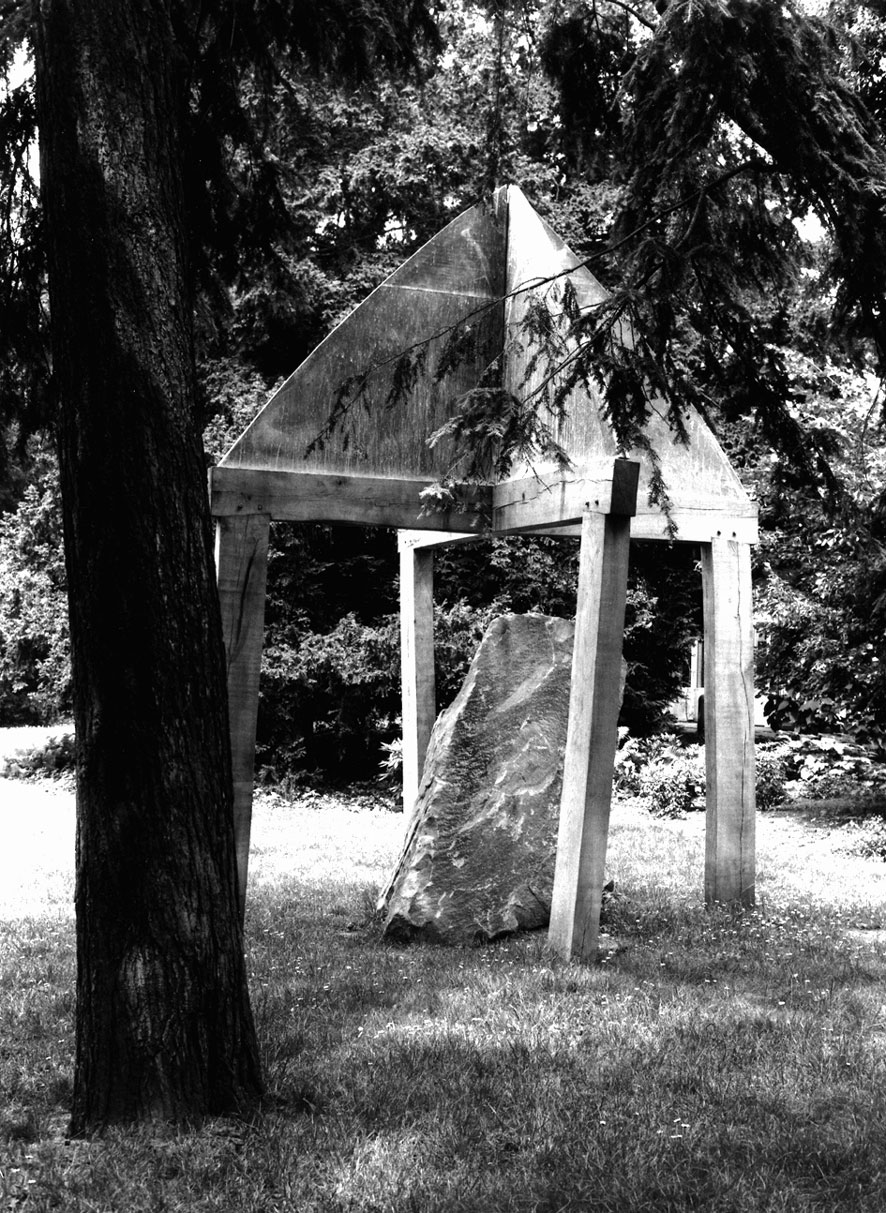
Schrein für einen Stein (1985), Garten des Kurpfälzischen Museums Heidelberg (Künstler: Michael Bacht, Fotograf: Michael Bacht)

- 1980 Galerie der Stadt Mainz, Bilder, Objekte, Graphik
- 1984 Werkstattgalerie Heidelberg, Arbeiten von M.Bacht und G.Kilger
- 1987 Galerie Friebe, Mannheim, Objekte und Bilder
- 1988 Galerie Arterie, Wiesenbach, Arbeiten von 1978-1988 (Kat.)
- 1990 Galerie Friebe, Mannheim, Erinnerung an Makimono (Kat.)
- 1990 Kunstverein Rastatt, Im Kreis (Kat.)
- 1991 Folkwang Museum, Essen, Metamorphose (Kat.)
- 1991 Landesmuseum Mainz, Michael Bacht (KULTURZEIT ET ZETERA)
- 1992 Galerie Hilbur, Karlsruhe, Objekte und Bilder
- 1993 Galerie Friebe, Mannheim, Kein Wunder, Satirische Objekte
- 1994 Galerie Beatrice Wassermann, Köln, Klang der Stille, Objekte und Bilder
- 1995 Galerie Arterie, Wiesenbach, 5 Lichtinstallationen
- 1996 Galerie Monika Beck, Homburg, Kein Wunder, Satirische Objekte 1976–1996
- 1996 Galerie Friebe, Mannheim, Buchobjekte
- 1996 Heidelberger Kunstverein, Installationen, Objekte und Bilder (Kat.)
- 1999 Museum am Ostwall, Dortmund, Lichtinstallationen, Objekte und Bilder (Kat.)
- 2001 Museum Ratingen, Satirische Objekte (Kat.)
- 2004 Stadtgalerie Mannheim, Erinnerungen aus einem Glashaus und andere Arbeiten
- 2005 Lange Nacht der Museen: Wäre schön wenn jemand wieder das Licht anmachte 1 Lichtobjekte und Lichtinstallationen in HD Semmelsgasse 9
- 2007 Kunstforum Heidelberg, Theatrum Mundi – Jeu des cartes Arbeiten von Michael Bacht und Milan Chlumsky
- 2008 Lange Nacht der Museen: Wäre schön wenn jemand wieder das Licht anmachte 2 7 neue Lichtobjekte und Lichtinstallationen in HD Semmelsgasse 9
- 2017 WKP-Stiftung Heidelberg, Zeitsprünge 1
- 2018 WKP-Stiftung Heidelberg, Zeitsprünge 2, Kunst im Breitspiel, Heidelberg
- 2018 Kunst im Breitspiel, Heidelberg, Willibald-Kramm-Preis
- 2019 Mannheimer Kunstverein, Galerientage 2019, Galerie Julia Philippi, Dossenheim, Bilder, Objekte und Buchobjekte von Michael Bacht
- 2019 Kurpfälzisches Museum Heidelberg, Retrospektive (Kat.)
- 2020 Radiale, Kunst am Grünen Hang, Rolling Rainbow (bis 2022)
- 2020 Tandem Art Space, Heidelberg, LeuchtSinn, Lichtarbeiten von Milan Chlumsky und Michael Bacht
- 2020 Galerie Julia Philippi, Dossenheim, 2019+
- 2020 Museum Théo Kerg, Schriesheim, Von Hell zu Dunkel, Arbeiten von Matthis und Michael Bacht
- 2021 September: Kurpfälzisches Museum Heidelberg, Mark-Twain-Center, Slave.Slaver.Slavery, Arbeiten von Michael Bacht

## Ausstellungsbeteiligungen (Auswahl)

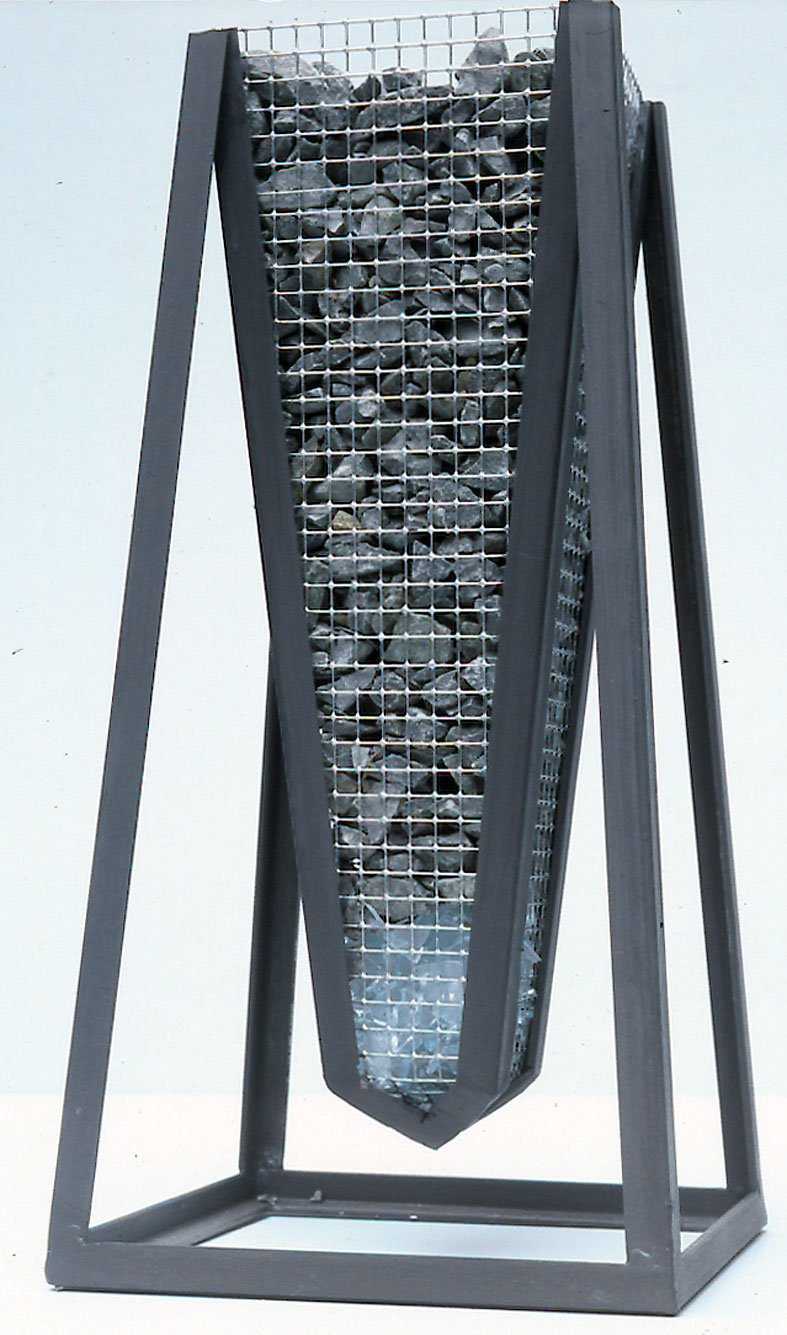
Inversiver Obelisk (2002/2003), Entwürfe für die Neugestaltung des Lagers Bergen-Belsen (Künstler: Michael Bacht, Fotograf: Michael Bacht)

- 1985 Heidelberger Kunstverein, Der Baum in Mythologie, Kunstgeschichte und Gegenwartskunst (Kat.)
- 1986 Stadtgalerie Saarbrücken, Der Baum (Kat.)
- 1987 Wilhelm-Hack-Museum, Ludwigshafen, Aspekte des Fragmentarischen (Kat.)
- 1987 Museum of Modern Art, Pasadena, Fragments
- 1988 Städtische Kunsthalle Mannheim, 25 Jahre Künstlerbund Rhein-Neckar (Kat.)
- 1988 Kulturhaus Wiesloch, Die Stadt (Kat.)
- 1988 Darmstädter Sezession, Darmstadt, Dialog (Kat.)
- 1988 Pfalzgalerie Kaiserslautern, Sickingen Kunstpreis Malerei (Kat.)
- 1989 Skulpturenpark Hirschberg (Bacht, Eckerle, Flora, Kausch, Lepold, Pokorny) (Kat.)
- 1992 Wilhelm Hack-Museum Ludwigshafen, Zufall als Prinzip – Spielwelt, Methode und System in der Kunst des 20. Jahrhunderts (Kat.)
- 1992 Galerie der Jungen, Prag (CSFR), Kunst aus dem Rhein-Neckar-Raum
- 1993 Galerie Hilbur, Karlsruhe, Schwarz-Weiss-Plus, Künstler der Galerie
- 1994 Galerie Karin Friebe, Mannheim, Blick Zurück, Künstler der Galerie
- 1994 Galerie des Archäologischen Museums, Danzig (PL), Kunst ohne Grenzen
- 1995 Heidelberger Schloss, Kunsthalle Bratislava (SL), Seitenwechsel (Kat.)
- 1996 Galerie Grewenig, Heidelberg, Accrochage der Galerie St. Johann Saarbrücken
- 1999 Heidelberger Schloß, Kurfürst Friedrich träumt von Papst Gregor IX, Installation
- 2001 Ev. Stadtkirche am Markt, Karlsruhe, Kirchenträume, Installation
- 2002 Kunstverein Wilhelmshöhe, Ettlingen, Wolfgang-Hartmann-Preis
- 2004 Forum für Kunst Heidelberg, 1889, Installation
- 2008 Heidelberger Kunstverein, Wir hier (G)
- 2016 Forum für Kunst Heidelberg, „…in der Art“
- 2018/19 Port25 Mannheim, Ungeborenen Elefanten ins Maul sehen
- 2020 Tandem Art Space, Heidelberg, UR:BANN, Zwischen Fiktion und Wirklichkeit
- 2020 Tandem Art Space, Heidelberg, InteractEVE

## Arbeiten in öffentlichen Sammlungen
- Arbeitsamt Heidelberg
- Chirurgische Klinik Heidelberg
- Forschungszentrum Karlsruhe
- Grundschule Großsachsen
- Kopfklinik Heidelberg

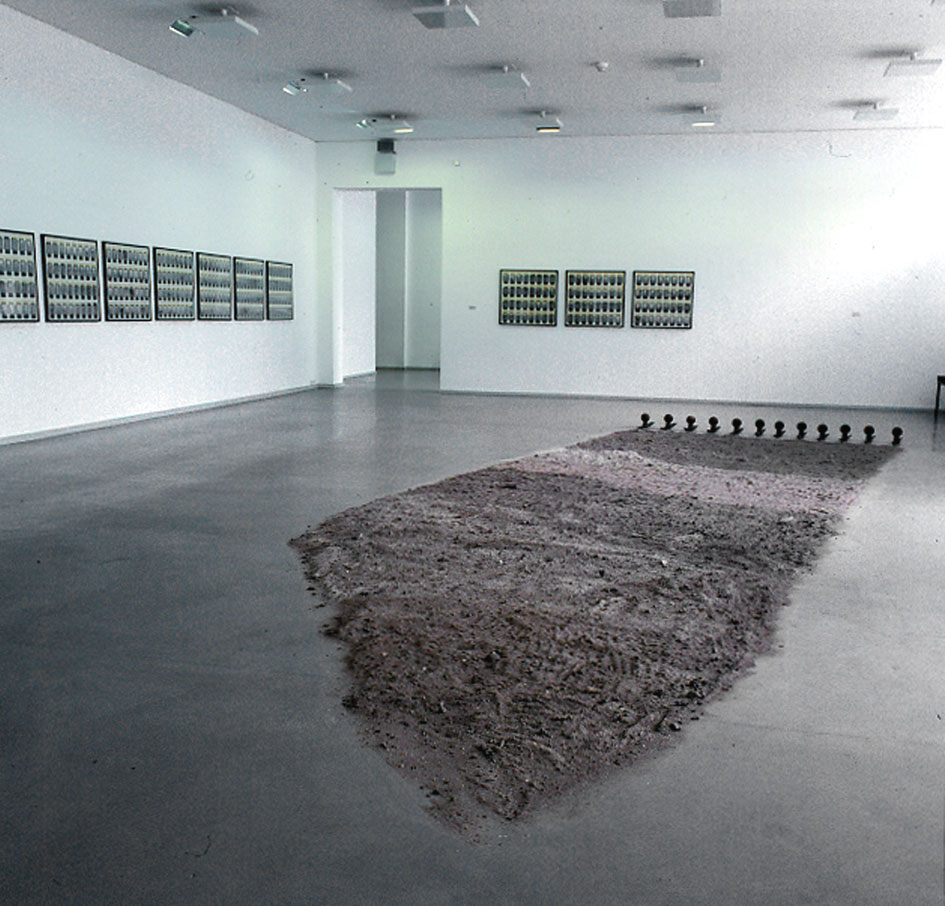
Feld Nr. 3 (1992) und Erinnerung an Makimono (1995), Museum am Ostwall Dortmund (1999) (Künstler: Michael Bacht, Fotograf: Michael Bacht)

- Kunstsammlung des Landes Baden-Württemberg
- Rathaus der Stadt Heidelberg
- Staatliche Hochschule für Musik Heidelberg-Mannheim
- Stadt Heidelberg
- Stadt Mannheim
- Kunsthalle Mannheim
- Städtische Sammlungen Evian (F)

## Stipendien und Kunstpreise
- 1978/79 Förderstipendium der Universität Mainz
- 1988 „Die Stadt“, Kunstpreis des Kunstkreises Südliche Bergstraße, Wiesloch, Zwei 2. Preise statt eines ersten Preises (mit Victor Kraus)
- 1990 Erster Kunstpreis des Rhein-Neckar-Kreises für Bildhauerei an Michael Bacht
- 2018 Willibald-Kramm-Preis 2018

## Bibliographie

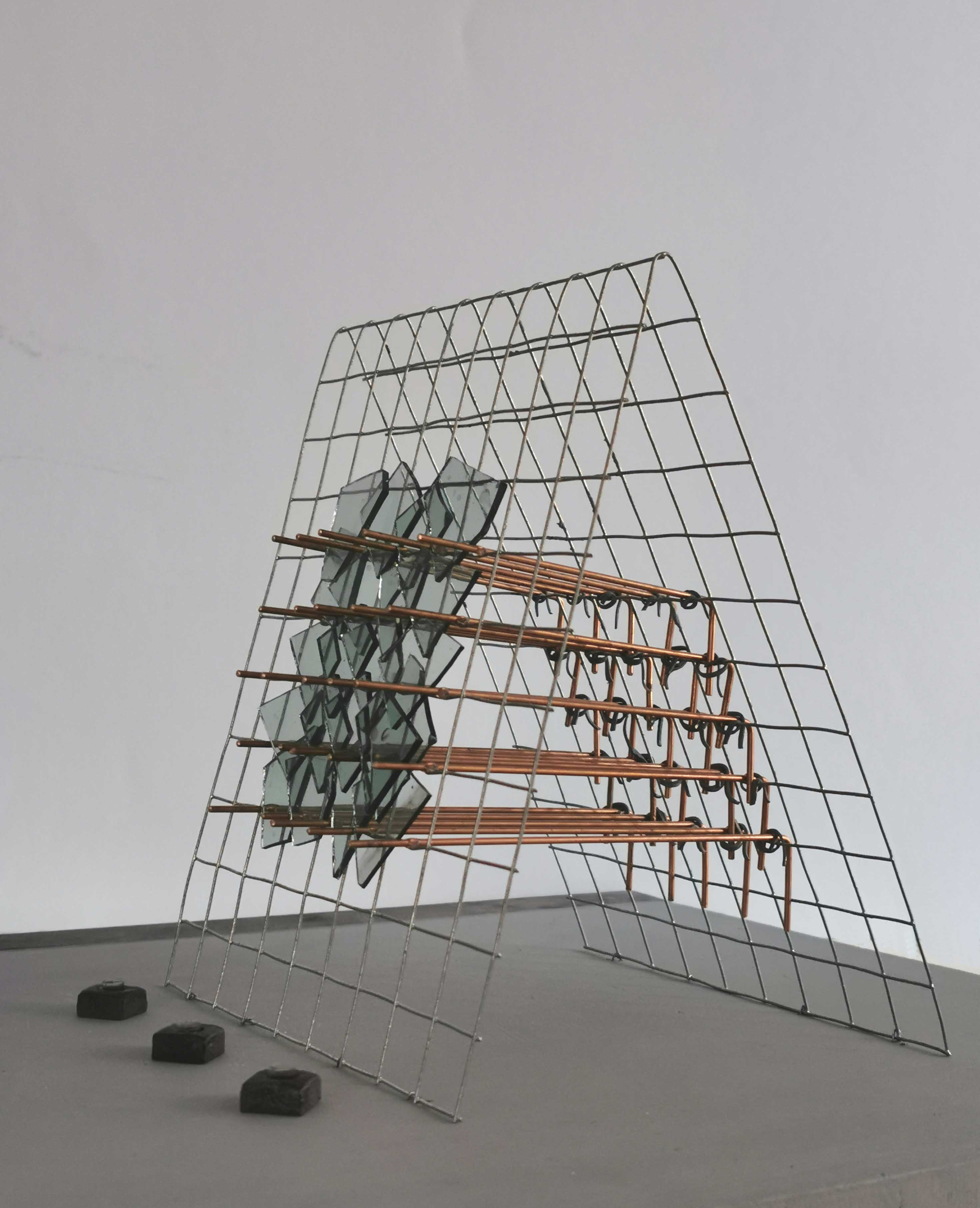
1st Glass Work (2021) (Künstler: Michael Bacht, Fotograf: Michael Bacht)

- Susanne Armbruster, Michael Bacht in der Galerie der Stadt Mainz. SWF II, 09.04.1980
- Hans Gercke (Hrsg.), Der Baum in Mythologie, Kunstgeschichte und Gegenwartskunst.
- Heidelberger Kunstverein/Stadtgalerie Saarbrücken 1985, S. 308/309
- Hans Gercke, Zu den Arbeiten von Michael Bacht. Katalog, Heidelberg 1986
- Werner Simon Vogler, Michael Bacht in der Galerie Karin Friebe Mannheim. SWF II, 25.03.1987
- Regina Birmele, Poesie des Paradoxen. Mannheimer Morgen, 01.04.1987
- Rolf Nägele, Erste Annäherung. Katalog, Wiesenbach 1988
- Hans Gercke, Atelierbesuch bei Michael Bacht. Passagen, 4/1989
- Roland Geiger, Ein Ozean voller Möglichkeiten. RNZ, 10.11.1989
- Klaus H. Auler, Das neue Atelier des Bildhauers Michael Bacht. SDR II, 23.12.1989
- Karoline Hille, Schöpfungsmythos und Endzeitvision. RNZ, 29.03.1990
- Christel Heybrock, Verborgene Energien. Mannheimer Morgen, 05.06.1990
- Hans Gercke, Das Prinzip des Polaren. Katalog, Mannheim 1990
- Wolfgang Hartmann, Im Kreis. Kunstverein Rastatt, Rastatt 1990
- Kirsten Voigt, Eine ernste Sicht auf Mensch und Kosmos. BNN, 08.10.1990
- Peter Anselm Riedl, Metamorphose. Bemerkungen zur Kunst Michael Bachts.
- Katalog, Folkwang Museum, Essen 1991
- Rudij Bergmann, Michael Bacht. SDR Fernsehen III. Programm, Kulturzeit et zetera, 23.05.1991
- Gerhard Finckh, Metamorphose. Einführung in die Ausstellung. Folkwang-Museum, Essen 1991
- Bernhard Holeczek/Lida von Mengden(Hrsg.) Zufall als Prinzip. Spielwelt, Methode und System in der Kunst des 20. Jahrhunderts. Wilhelm-Hack-Museum, Ludwigshafen 1992, S. 194/195, 346
- Milan Chlumsky, Die intelligente, fröhliche Kunst. Satirische Objekte bei Friebe. RNZ, 17.06.1993
- Roland Heinzmann, Kunstszene Kraichgau (I). Die Bildhauer Bacht und Goertz. Kraichgau Jahrbuch 1993
- Rolf Nägele, Dunkelheit: Bedingung der Sichtbarkeit. Zu den Licht- und Schattenobjekten von Michael Bacht. Wiesenbach 1995
- Sven Rech Ausstellung Satirische Objekte von Michael Bacht in der Galerie Monika Beck Homburg, Saarländischer Rundfunk SR III, 25.03.1996
- Leonhard Emmerling Sinnlichkeit und Reflexivität. Künstlerportrait. Meier, 6/96
- Ingo Bartsch, Hans Gercke, Plädoyer für die Langsamkeit.
- Peter Anselm Riedl, Das Chaos bannen. Gedanken zur Kunst Michael Bachts.
- Hans Gercke, Totenstadt und Totenwald. Notizen zu einem Projekt von Michael Bacht. Katalog, Heidelberger Kunstverein und Museum am Ostwall Dortmund, Heidelberg 1996
- Milan Chlumsky, Mondrians Dornenkrone, Frankfurter Allgemeine Zeitung, 07.06.1999
- Roland Heinzmann, Katalogbesprechung Michael Bacht, Passagen 3/99
- Tobias Bolsmann, Die Schaffung des Logischen Zufalls, WAZ, 08.05.999
- Milan Chlumsky, Der unvollkommenen Welt manchmal böse. Heidelberg 1999
- Sabine Scheltwort, Das ist doch lächerlich! Katalog, Museum Ratingen, Ratingen 2001
- Milan Chlumsky, Sinn, Bedeutung und ästhetischer Gehalt in den Buchobjekten von Michael Bacht, Katalog, Heidelberg 2001
- Milan Chlumsky, Die Entstehung der Immaterialität, Heidelberg 2003
- Milan Chlumsky, Theatrum mundi – Jeux des cartes, Heidelberg 2007
- Manfred Kästner, Theatrum mundi – Jeux des cartes, Einführung in die Ausstellung, Heidelberg 2007
- Heide Seele, Er lässt die Bilder lodern, RNZ, 07.02.2017
- Milan Chlumsky, Der künstlerische und intellektuelle Reichtum in den Arbeiten von Michael Bacht., Rede zur Ausstellungseröffnung, WKP Stiftung Heidelberg, 05.02.2017
- Roland Heinzmann, Michael Bacht – Willibald-Kramm-Preis 2018, kunstraumMETROPOL 2/2018
- Heide Seele, Keine Suche nach Effekten, RNZ, 26.05.2018
- Milan Chlumsky, Kluge Kunst. M.B. erhält den Willibald-Kramm-Preis 2018, Rede zur Eröffnung Zeitsprünge 2, WKP Stiftung Heidelberg
- Susanne Kaeppele, Aus der Wunderwelt der Kunst, Port 25: Ungeborenen Elefanten ins Maul sehen, Mannheimer Morgen, 18.09.2018
- Nicole Sperk, Sandkörner wie Planeten, Port 25, 13 Positionen, Die Rheinpfalz, 19.09.2018
- Milan Chlumsky, Die Stunde der Zauberer. Es darf auch ein bisschen barock und verrückt sein: Gelungene Wunderkammer-Ausstellung im Mannheimer Port25, RNZ, 17.10.2018
- Christel Heybrock, Kleiner, aber mit mehr Platz, Mannheimer Morgen 18.05.2019
- Hans Gercke, Ansichten und Einsichten, Zu den Buchobjekten von Michael Bacht, Katalog Retrospektive MB, Heidelberg 2019
- Karl Ameriks, Die Werke von Michael Bacht – Kunst als ortsgebundener Bau, Katalog Retrospektive MB, Heidelberg 2019
- Milan Chlumsky, Diese dunklen, schweren Materien – das Licht, die Dunkelheit. Anmerkungen zu Michael Bachts Lichtobjekten. Katalog Retrospektive MB, Heidelberg 2019
- Stefanie Kleinsorge, Material und Zeit gleich Raum. Überlegungen zu Michael Bachts Werkreihe Erdkreise (1987–1992)
- Milan Chlumsky, 101 Arbeiten von Michael Bacht - Die große Retrospektive - Die Welt hängt an seidenen Fäden, RNZ, 23.07.2019
- Köbler-Stählin, Helga, Das Porträt: Ein Hirn voller Eisenwaren, Der Heidelberger Künstler Michael Bacht kreiert Zustände zwischen Sicherheit und Schwebezustand, Mannheimer Morgen, 16.09.2019
- Roland Heinzmann, Michael Bacht – Arbeiten 1964–2019, Retrospektive im Kurpfälzischen Museum Heidelberg, kunstraumMETROPOL 3/2019
- Roland Heinzmann, Kunst am Grünen Hang – Regenbogen-Installation von Michal Bacht, kunstraumMETROPOL 2/2020
- Matthias Roth, „Warum wehrt sie sich nicht“ Michael Bacht zeigt in der Galerie Philippi in Dossenheim neue Arbeiten – Die Verletzlichkeit der Natur ist eines seiner Themen, RNZ, 14.07.2020
- Mathias Roth, Der Laserstrahl biegt um die Ecke. Spielarten des Lichts: „LeuchtSinn“ im Tandem Art Space am Heidelberger Heumarkt – Arbeiten von Milan Chlumsky und Michael Bacht, RNZ, 15.07.2020
- Roland Heinzmann, Michael Bacht 2019+, Aktuelle Arbeiten bei Julia Philippi, kunstraumMETROPOL 3/2020
- Roland Heinzmann, Der „Rolling Rainbow“ auf dem Dilsberg, !„Kunst“-Splitter (6), Wieslocher Woche, Ausgabe 30, 23.07.2020
- Julia Behrens, Die vielen Facetten des Weiblichen, RNZ, 10.08.2020
- Hans Gercke, Michael Bacht: Rolling Rainbow. Kunst am Grünen Hang, Radiale 2020/21
- Lucia Maria Weigel, Ausstellung Matthis und Michael Bacht „Von Hell zu Dunkel“, Museum Théo Kerg Schriesheim
- kunstraumMetropol, Von Hell zu Dunkel. Matthis und Michael Bacht, Museum Théo Kerg Schriesheim, kunstraumMETROPOL 10–12/2020
- Julia Behrens, Von Jagdwagen in Tiefgaragen und gefallenen Wolken Heidelberger Künstler Michael und Matthis Bacht mit erster gemeinsamer Schau im Museum Théo Kerg in Schriesheim, RNZ, 13.10.2020
- Susanne Kaeppele, Gegen das Gewohnte, Bildhauer Matthis und Michael Bacht im Kerg Museum Schriesheim, Mannheimer Morgen, 13.10.2020

## Belege
1. ↑  Karl Ameriks: Die Werke von Michael Bacht. Kunst als ortsgebundener Bau. In Stefanie Kleinsorge (Hrsg.): Michael Bacht Retrospektive: Arbeiten von 1964 bis 2019. Heidelberg 2019. S. 8–23.
2. 1 2  Matthias Roth: Michael Bacht zeigt neue Arbeiten In: Rhein-Neckar-Zeitung, 14. Juli 2020, abgerufen am 18. März 2021.
3. ↑  Peter Anselm Riedl: Metamorphose - Bemerkungen zur Kunst Michael Bachts. In: Katalog der Ausstellung im Museum Folkwang. Essen 1991. S. 3–9.
4. ↑  Peter Anselm Riedl: Das Chaos bannen. Gedanken zur Kunst Michael Bachts. In: Katalog der Ausstellung im Heidelberger Kunstverein. Museum am Ostwall in Dortmund und in der Galerie BWA Kraków. Heidelberg 1996. S. 19–27.
5. ↑  Jochen Kronjäger: Der Einfluss der Ateliers auf das Werk Michael Bachts. Heidelberg 2019.
6. ↑  Cf. Hans Gercke: Katalog zu den Ausstellungen „Erinnerung an Makimono“ (Galerie Friebe Mannheim 1990) und „Im Kreis“ (Kunstverein Rastatt 1990)
7. ↑  Hans Gercke: Totenstadt und Totenwald. Notizen zu einem Projekt von Michael Bacht. Heidelberg 1996. In: Katalog. Heidelberger Kunstverein und Museum am Ostwall Dortmund. Heidelberg 1996.

| Personendaten    | Personendaten                               |
| ---------------- | ------------------------------------------- |
| NAME             | Bacht, Michael                              |
| KURZBESCHREIBUNG | deutscher Objekt- und Installationskünstler |
| GEBURTSDATUM     | 4. Juni 1947                                |
| GEBURTSORT       | Remscheid                                   |